# Jamestown (Tennessee)
Jamestown és una població dels Estats Units a l'estat de Tennessee. Segons el cens del 2000 tenia 1.839 habitants.

## Demografia
Segons el cens del 2000, Jamestown tenia 1.839 habitants, 881 habitatges, i 446 famílies. La densitat de població era de 244,8 habitants/km².
Dels 881 habitatges en un 21,5% hi vivien nens de menys de 18 anys, en un 30,6% hi vivien parelles casades, en un 17,1% dones solteres, i en un 49,3% no eren unitats familiars. En el 47,8% dels habitatges hi vivien persones soles el 21,5% de les quals corresponia a persones de 65 anys o més que vivien soles. El nombre mitjà de persones vivint en cada habitatge era d'1,91 i el nombre mitjà de persones que vivien en cada família era de 2,7.
Per edats la població es repartia de la següent manera: un 17,9% tenia menys de 18 anys, un 9,6% entre 18 i 24, un 24% entre 25 i 44, un 23,8% de 45 a 60 i un 24,7% 65 anys o més.
L'edat mediana era de 44 anys. Per cada 100 dones de 18 o més anys hi havia 71,2 homes.
La renda mediana per habitatge era de 12.136 $ i la renda mediana per família de 18.714 $. Els homes tenien una renda mediana de 23.750 $ mentre que les dones 16.094 $. La renda per capita de la població era d'11.135 $. Entorn del 28,9% de les famílies i el 35,6% de la població estaven per davall del llindar de pobresa.

## Poblacions més properes
El següent diagrama mostra les poblacions més properes.